# プロフェッショナル
プロフェッショナル（英: professional）は、短縮形で「pro プロ」とも言うが、次のような意味がある。
まずは形容詞的用法が根底にあり、
- （元々の意味）「professionに関連する」あるいは「professionに属する」という意味である[1]。

なおprofessionとは、賃金を支払われるなりわい（＝職業）のことであるが、その中でもとくにトレーニングを要し何らかの資格を要するようななりわいを指す。つまりprofessionとは、一般に「専門的な仕事」と表現されるもののことである。
- 「職業的な人にふさわしい」という意味で、能力が高く、技に優れ、（その仕事に）確かさがある、ということ[1]。
- （アマチュアとは異なって）「主たる収入を得るために特定の分野に従事している（人）[1]」

名詞的用法としては、
- profession（＝「専門的な仕事」）に従事している人や、専門的な仕事で評価を得ている人[1]。
- 特定の分野に従事している人で、その中でも特に、（「ひまつぶし」としてではなく）主たる収入を得る生業（なりわい）としてそれに従事している人[1]。
- 特定の活動に関して能力が高く、技能に優れる人[1]。

対義語はアマチュア（英：Amateur）。
professionalの類義語には「英: expert エキスパート」（熟練者）や、英: specialist スペシャリスト がある。
なおソフトウェア類や道具などで、メーカーが複数のグレードを用意している場合、（一般人向けの仕様の製品や性能の低いほうを「home ホーム」や「entry エントリー」等々の言葉を添える、あるいは何も言葉は添えずにただ製品名にしておいて）、性能的に優れているものや、専門家が仕事で使う想定の仕様になっているものを「professional」や「pro」という言葉を添えた製品名にすることは、英語圏ではしばしば行われている。それらの製品が他の言語圏に展開されると、大抵は「professional」や「pro」を現地語で音写した言葉が添えられることになる。
「民生用」と「業務用」といった呼び分けや、特定の分野に言及して「医療用」や「軍事用」などもみられ、特定の機関の品質基準をクリアしている事が併記されて品質が「お墨付き」である事を示す場合もある。

## 概説
一般に、プロフェッショナルには、おおまかに次の二つの意味がある。
- 専門的な仕事に従事し、その能力が高く、その仕事の技術に優れ、確かな仕事をする人
- 主たる収入を得るために、特定の分野に従事している人

前者の「プロフェッショナル」（プロ）は、知識、スキル、能力の高さ、特定の問題解決能力の高さ、一般人とは明白に「専門的距離」がある人物である （活動から収入を得ているかどうかという事実にかかわらない概念である。）。この用語は、この役割を担う人の「あるべき姿」を指してもいて、人々が専門的な仕事をする人ならば備えていて欲しいと願っているように、能力が高く、技術に優れ、確かな仕事をする人のことを指している。 なお「プロフェッショナリズム」という概念は、前者「プロフェッショナル」の意味をつきつめたものである。
日本語の「プロフェッショナル」や「プロ」は、英語の「professional」やその省略形「pro」をカタカナで音写したものであり、もともとが英語であるので英語の意味から勝手に離れるわけにはいかず、基本的には英語の意味内容と同等の内容を指さざるを得ない。よって、おおむね次のいずれかの意味で用いられている。
1. 専門家のこと。専門家らしく、ある分野について、高い能力や、高い技術を有し、質の高い仕事をする人。
2. （アマチュアのように、無報酬で、趣味としてやっているのではない、という意味で）その人にとって主たる収入を得るために特定の仕事をしている人。

百科事典なので、この記事でも全ての分野のプロフェッショナル（プロ）について解説しなければならないが、スポーツはもともとアマチュアであることが意義があるとされて発展してきて、その後、アマチュアとプロフェッショナルの区別がされ、それらの線引きが深刻な問題となってきた歴史が（他の分野よりも一層）顕著なので、まずはスポーツのプロフェッショナルから解説し、その後にスポーツ以外のプロフェッショナルについても解説することにする

## スポーツのプロフェッショナル
（「プロフェッショナル」や「プロ」の大まかな意味は、おおむね辞書的な意味に沿っており、おおまかな方向性は辞書的定義と一致しているのだが）
具体的にどのような人を「プロフェッショナル」（プロ）と呼ぶのか、と言うと、スポーツのひとつひとつの種類（種目）ごとに異なっている。よって下の節で、個々のスポーツ種目ひとつひとつのプロフェッショナル（プロ）について説明してゆく。
プロフェッショナルな選手は短縮形の「プロ」を用いて、「プロ選手」や（単に）「プロ」と呼ばれる。
なお、プロ選手が参加することで成り立っているスポーツ（やスポーツの特定の試合群）をプロフェッショナルスポーツと言う。

### 歴史
19世紀のイギリスでは、「スポーツは上流階級の人々同士で行うもの」というのが、当時の（上流階級の）社会通念であった。その後次第に労働者の社会的地位が向上し、労働者にもスポーツに参加する道が開かれるようになって、スポーツは大衆化へと進んでいった。アメリカ合衆国では、1868年にアマチュア競技会への参加規定が決められたが、その趣旨はイギリスのものとは大きく異なり、アメリカではプロ野球の創設・発展、多額の賞金や賭博行為の増加・横行などによって腐敗が進み、プロフェッショナル競技者とアマチュア競技者の区別を明確化する必要に迫られたから、アマチュア競技会の参加規程が明確化されたのである。アメリカでは(イギリスのようには）労働者階級を排除する内容はなかった。
スポーツの歴史の中では近代オリンピックはアマチュアリズムが称揚され、その精神的な純粋さが重視されて発展し、人々はアマチュアリズムに喜びを見出していた歴史があるのだが、その後、次第にスポーツ大会が国家の宣伝に使われるようになり、社会主義諸国も資本主義諸国もオリンピックを国家の宣伝の道具のように利用するようになり、アマチュア規定をすり抜けるようにして、社会主義国では国家が「まるがかえ」で選手を援助し、住まいや食事や練習場やコーチを用意して選手を養成するようになったり、資本主義諸国では、例えば米国では（しばしば国家が直接、あるいは学校と連携して）「奨学金」などという形でスポーツをしている学生にお金を渡しておいて「アマチュア」としてオリンピックに参加させるという方法でアマチュア規定をすり抜けさせる、というやり方が横行するようになったり、（資本主義諸国では、金銭欲に駆られている人も多く、商業主義（＝金のためなら、どんな不正行為でもやらかしてしまうこと）が横行しがちなわけだが）米国に加えて欧州などの資本主義諸国でもスポーツ関連企業とアスリートが契約を結んでコマーシャルに出演させ、その代わりに道具やコーチや住居や食事を提供されるなどということが行われるようになった。つまり、アマチュア規定は その裏をかかれるようにしてすり抜けられることが（西側でも東側でも）世界中で起きるようになり、大会で上位に入賞するようなアスリートでは大半が、名目としては「アマチュア」なのに、実態としては（有形/無形の）報酬を得ていて、実態としては純粋な「アマチュア」と言うのは不適切な選手がかなりの割合になってしまったのである。また、実際には現金の授受が行われていたのに、アマチュア規定に違反していたことが発覚して参加資格を停止されることを防ごうと、ただ金銭を提供する側と受け取る側が口裏を合わせて隠していただけ、という悪質な場合もあった。スポーツ界の汚染は進み、オリンピックや他の大きな大会で上位に入賞するような選手に関しては、もはや純粋な「アマチュア」を見出すことはほとんど困難な状態にまでなってしまい、規定をすり抜ける手法もますます巧妙化し、『「アマチュア」と「プロフェッショナル」をどうやったら線引きできるのか？ （昔はともかく）今ではもう無理なのでは？』と　大会の主催者側の人々も頭をかかえこんでしまうような事態になっていってしまったわけである。結局 スポーツ界はアマチュア規定緩和の方向へと進むことになり、1962年にはクリケットがアマチュア規定を廃止し、1968年にはテニスのウィンブルドン大会がプロフェッショナルにも開放された。そして1974年にはオリンピックのアマチュア条項からも「アマチュア」という言葉が削除された。その結果、その後は徐々に ほとんどの競技でアマチュアとプロフェッショナルは区別なく参加できるようになり、混合状態になった。（その結果、アマチュア規定をすり抜けるためだけの、汚くて陰湿な攻防は減り）
近年では多くのスポーツ競技種目でプロ・アマが混合で競技し、「アマチュア」と呼ばれる人でも まるで「小企業」のように様々な形で収入を得ている。

### オリンピックにおけるプロプレーヤの参加解禁
オリンピック等ではアマチュア規定に基づき、長い間プロの参加は認められていなかった。ただし無報酬でスポーツを行い、オリンピックなどの大きな大会に出場できるのは、それなりの社会階級に属しているものに限られる。また日本のスポーツでは、勝つことによる名誉のみを求め、無報酬でスポーツを行うことの精神的美しさが強調された面もある。
大陸間での国際トーナメントを行うテニスや、毎週末試合を行うサッカー、毎日試合を行う野球等では早くからアマチュアだけでやっていくのは困難になった。そこでこれらの競技では20世紀初頭から選手のプロ化が始まった。最近になって国際的な認知度がようやく高まった野球を別として、アマチュア至上主義をとっていた国際オリンピック委員会 (IOC)とテニス、サッカーの競技団体は非常に折り合いが悪かった。（プロを解禁した現在ではIOCよりこれらの競技団体が優位に立っている）

## プロフェッショナルの形態
日本国内におけるプロスポーツは定義づけにより以下のように分けることができる。
- 法律で定められた資格が必要なもの
  - オートレース
  - ボートレース
  - 競馬
  - 競輪
- プロ（職業）選手のみで構成されているもの
  - 大相撲
  - プロ野球
    - 日本野球機構（NPB）
    - 四国アイランドリーグplus
    - ベースボール・チャレンジ・リーグ（ルートインBCリーグ）
    - 九州アジアリーグ
    - 日本海リーグ

  - 日本ボクシングコミッション（JBC）が管轄するプロボクシング
  - 全日本プロドリフト選手権(D1グランプリ)
  - スポーツではないが囲碁と将棋のプロもこのパターンに該当する。
- プロ選手が原則（プロリーグ）だがアマチュア選手も出場できるもの
  - 日本プロサッカーリーグ（Jリーグ）
  - 日本女子プロサッカーリーグ（WEリーグ）
  - ジャパン・プロフェッショナル・バスケットボールリーグ（B.LEAGUE）
  - 関西独立リーグ
  - 北海道フロンティアリーグ
  - プロゴルフの試合（オープン戦ではアマチュア選手も出場することがある。その場合は賞金なし）
  - 日本プロボウリング協会（JPBA）が管轄するプロボウリングの試合（同上）
  - ジャパンビーチバレーボールツアー
  - Jプロツアー
- アマチュアリーグであるがプロ契約選手も活躍するもの
  - サッカー
    - 日本フットボールリーグ(JFL)
    - 日本女子サッカーリーグ（なでしこリーグ）
    - サッカー地域リーグ

  - バスケットボール
    - バスケットボール女子日本リーグ（Wリーグ）
    - ジャパン・バスケットボールリーグ（B3リーグ）
    - 日本社会人バスケットボールリーグ（SB1リーグ・SB2リーグ）

  - ジャパンラグビーリーグワン
  - バレーボール
    - SVリーグ
    - ジャパンバレーボールリーグ（Vリーグ）

  - 日本ハンドボールリーグ（リーグH）
  - 日本フットサルリーグ（Fリーグ）
  - アジアリーグアイスホッケー
  - 卓球
    - Tリーグ
    - 日本卓球リーグ

  - バドミントンS/Jリーグ
  - テニス日本リーグ